# Kid Gavilán
Gerardo González, meglio conosciuto come Kid Gavilán (Camagüey, 6 gennaio 1926 – Miami, 13 febbraio 2003), è stato un pugile cubano, campione mondiale dei pesi welter tra il 1951 e il 1954.

## Carriera
Gavilán esordì al professionismo il 5 giugno 1943 a L'Avana nei pesi piuma, battendo ai punti in quattro riprese Antonio Diaz. Dopo una striscia di 14 incontri vittoriosi, tutti combattuti in patria, andò a combattere in Messico, dove conobbe la prima sconfitta al 17º match contro Carlos Malacara, con il quale successivamente si prese la rivincita. Passato poi  ai pesi welter, si trasferì stabilmente negli Stati Uniti dove, al 54º match, incontrò il campione del mondo Sugar Ray Robinson, in un incontro non valido per il titolo. Gavilán non sfigurò affatto contro il fuoriclasse statunitense, cedendo solo ai punti in dieci riprese.
L'11 luglio 1949 a Filadelfia, Gavilán incontrò nuovamente il campione mondiale dei welter, stavolta con il titolo in palio. La sua prestazione fu sicuramente degna dell'avversario, dal quale però fu nuovamente sconfitto ai punti in 15 riprese, con verdetto unanime. Tre mesi dopo, a Chicago, Gavilán batté l'ex campione del mondo dei leggeri Beau Jack e poi, a Montreal, il più pesante Laurent Dauthuille, entrambe le volte ai punti. Nel 1950 combatté i suoi primi due match contro Billy Graham, che si conclusero con una vittoria per parte.
Il 18 maggio 1951, al Madison Square Garden di New York, Gavilán ebbe la seconda chance di conquistare la cintura mondiale dei welter, nella versione della NBA. Batté ai punti il detentore Johnny Bratton, che aveva da poco conquistato il titolo lasciato vacante da Robinson, passato alla categoria superiore. Dopo poco più di tre mesi lo mise in palio contro il rivale Billy Graham, battendolo nuovamente anche se con decisione contrastata. Conquistò poi anche il titolo nella versione della Commissione atletica dello Stato di New York, battendo Bobby Dykes e diventando così il campione mondiale indiscusso dei pesi welter. Difese la cintura contro Gil Turner e contro Graham, che batté ai punti in 15 riprese a L'Avana, il 5 ottobre 1952.
Gavilán mise in palio il titolo mondiale dei welter ancora tre volte. Si batté contro l'esperto Chuck Davey vincendo per knock-out tecnico al 10º round. Affrontò poi il futuro campione del mondo dei welter e dei medi Carmen Basilio vincendo ai punti con decisione contrastata ma finendo knock-down al secondo round per la seconda volta in carriera sino ad allora. La ripresa fu premiata come "Round of the year" per il 1968 dalla rivista specializzata Ring Magazine. Incontrò poi nuovamente Johnny Bratton battendolo ai punti. 
A questo punto Gavilán tentò la scalata al titolo mondiale della categoria superiore senza rinunciare a quello dei welter. Il 2 aprile 1954, a Chicago, i suoi sogni si infransero contro Bobo Olson, che aveva conquistato il titolo mondiale anche in questo caso lasciato vacante da Robinson. Un giudice, peraltro, si era espresso per un ininfluente pari. Rientrato tra i pesi welter, il 20 ottobre 1954 Gavilán perse il titolo mondiale contro Johnny Saxton, ai punti per decisione unanime ma molto contestata. Il giornalista specializzato Nat Fleischer scrisse infatti che l'arbitro aveva sfacciatamente favorito Saxton fermando frequentemente il match quando questi si era trovato in difficoltà . 
In seguito Gavilán perse contro Tony De Marco, già campione del mondo a spese di Saxton ma poi scalzato da Basilio. Perse anche per verdetto contrastato una semifinale per la riconquista del titolo mondiale contro messicano Gaspar Ortega, futuro avversario di Benvenuti, Tiberia e Mazzinghi. Combatté ancora otto mesi poi, a 32 anni, appese i guantoni al chiodo, con un bilancio complessivo di 143 match disputati con 30 sconfitte, ma nessuna prima del limite.
La International Boxing Hall of Fame lo ha riconosciuto fra i più grandi pugili di ogni tempo. Nel 2008 la rivista Ring Magazine lo ha collocato al 3º posto nella propria classifica dei migliori pesi welter della storia del pugilato, dietro soltanto a "mostri sacri" come Sugar Ray Robinson e Henry Armstrong ma precedendo fuoriclasse come Sugar Ray Leonard, Carmen Basilio, José Nápoles ed Emile Griffith. Nel 2002 la medesima rivista lo ha inserito al 26º posto in una propria classifica degli 80 migliori pugili degli ultimi 80 anni.